# الموسيقى الهادئة باللونين الأسود والذهبي - الصاروخ الساقط
الموسيقى الهادئة باللونين الأسود والذهبي - الصاروخ الساقط هي لوحة زيتية للفنان الأمريكي جيمس مكنيل ويسلر رسمها في الفترة من 1872 - 1877.